# جنگ پاراگوئه
جنگ پاراگوئه که جنگ ائتلاف سه‌گانه نیز نامیده می‌شود، درگیری‌های نظامی در آمریکای جنوبی از سال ۱۸۶۴ تا ۱۸۷۰ میان پاراگوئه از یک‌سو و اتحاد سه‌گانه‌ای از آرژانتین، برزیل و اروگوئه از سوی دیگر بود.
این جنگ به‌طور نسبی از هر جنگ دیگر در تاریخ تلفات جانی بیشتری به بار آورد و به ویژه به ویرانی کشور پاراگوئه و کشتار بیشتر جمعیت مرد آن انجامید. در این جنگ از سوی پاراگوئه ۱۵۰ هزار نفر و از سوی سه دولت متحد نزدیک به ۲۰۰ هزار نفر شرکت کردند. در نتیجه این نبردها حدود ۳۰۰ هزار سرباز و غیرنظامی پاراگوئه‌ای جان باخته و تلفات جانی سه کشور متحد نیز حدود ۱۰۰ هزار نفر بود.
پاراگوئه در سال ۱۸۷۰ پس از پنج سال جنگ خونین شکست خورد و مقدار زیادی از زمین‌های خود را به برزیل و آرژانتین از دست داد.
در مورد ریشه‌های وقوع این جنگ نظریه‌های متعددی وجود دارد. دیدگاه سنتی بر سیاست تهاجمی پاراگوئه فرانسیسکو سولانو لوپز، رئیس‌جمهور پاراگوئه نسبت به مسائل منطقه پالاتینا تأکید دارد. در مقابل، دیدگاه‌های سنتی پاراگوئه و بازنگری تاریخی که از دهه ۱۸۶۰ در آرژانتین صورت گرفته نقش مهمی را در وقوع این جنگ برای منافع امپراتوری بریتانیا قائل است. جنگ در اواخر سال ۱۸۶۴ با عملیات جنگی بین برزیل و پاراگوئه آغاز شد و از ۱۸۶۵ به بعد، می‌توان آن را به درستی «جنگ ائتلاف سه‌گانه» نامید.
این کارزار که یکی از خونین‌ترین جنگ‌های نیمکره غربی به‌شمار می‌رود، به بهای تجزیه ۱۴۰ هزار کیلومتر مربع از خاک پاراگوئه توسط برزیل و آرژانتین تمام شد. پاراگوئه پیش از این جنگ حدود ۵۲۵ هزار نفر جمعیت داشت که پس از جنگ به ۲۲۱ هزار نفر کاهش یافت.